# 1298 w literaturze
Wydarzenia literackie w 1298 roku.

## Nowe utwory
- obcojęzyczne
  - Marco Polo – Opisanie świata (rok powstania przybliżony)[1]

## Zmarli
- Jakub de Voragine, włoski pisarz